# Vinětace

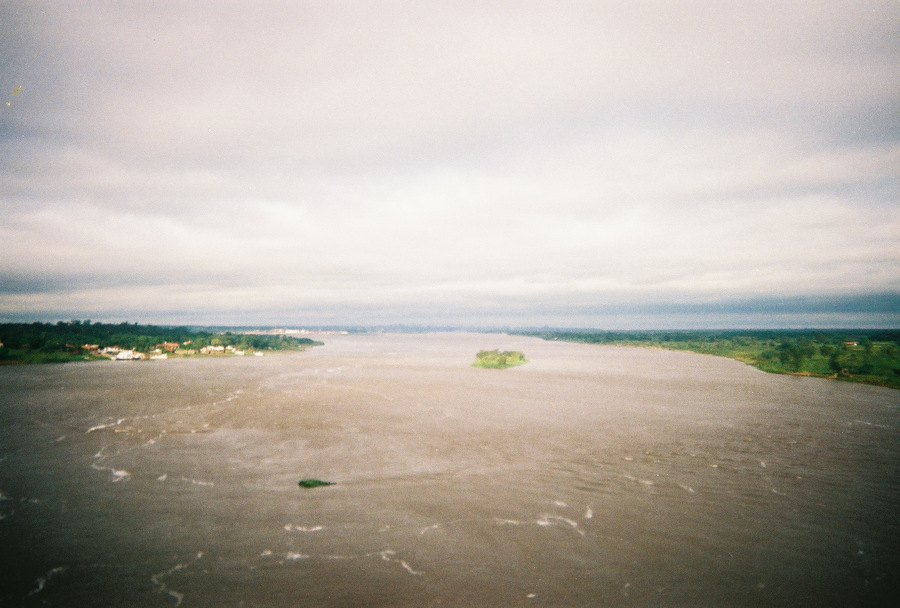
Příklad fotografie s tmavými okraji kvůli vinětaci

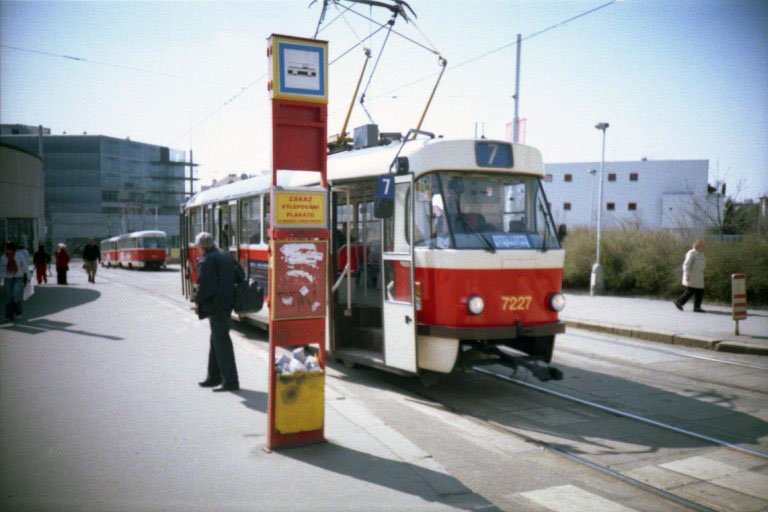
Lomografie pořízená fotoaparátem LOMO LC-A

Vinětace je vada optických soustav, projevující se nižším jasem na okrajích zobrazovaného obrazu. Nejčastěji je tato vada zmiňována v souvislosti s objektivy optických přístrojů.
Ve fotografii a optice se vinětací rozumí úbytek jasu a saturace na okrajích fotografie. Slovo vinětace má kořen slova “vine”, což byl původně název pro dekorativní okraje v knihách. Později se tento termín začal používat pro portrétní fotografie, které byly normálně vykreslené ve středu, ale ztmavené na okrajích fotografie. Stejný efekt můžeme vidět na fotografiích, které jsou promítané. V tomto případě se efektu říká “hotspot”.
Vinětace je často způsobena nastavením fotoaparátu nebo nedokonalostí objektivu. Někdy je tento efekt ale používán jako kreativní efekt záměrně. Vinětace totiž zdůrazňuje objekty na fotografii, které jsou ve středu, a naopak na okraje fotografie, které jsou tmavší, se divák tolik nesoustředí. Fotograf může buď zvolit objektiv, který je známý pro vinětaci, použít speciální filtr, nebo může efekt použít až při postprodukci fotografie.

## Příčiny vinětace
- pohltivost materiálu čoček – paprsky na okraji obrazu musejí projít větší tloušťkou optického materiálu, proto dojde k pohlcení většího množství světla.
- clonící konstrukce – paprsky, dopadající pod větším úhlem mohou být zastíněny neprůhlednými částmi konstrukce. Příkladem může být protisluneční clona nebo vysoký okraj filtru u širokoúhlých fotografických objektivů. Paprsky pod velkými úhly jsou pak okrajem objektivu zastíněny, což se projeví vinětací.
- Vinětace se taktéž vyskytuje na fotoaparátech konstrukce dírkové komory.

## Vinětace u digitální fotografie
Vinětace se samozřejmě může vyskytovat i u digitální fotografie. Kromě příspěvku optické soustavy digitálního fotoaparátu může vinětaci dále způsobovat různá citlivost snímače v různých směrech – to se týká zvláště elektronických snímačů, které paprsky dopadající pod velkým úhlem detekují hůře. Například u CCD snímačů jsou jednotlivé buňky na čipu vybaveny čočkami, dopadá na ně proto maximum světla pouze ze směru kolmého k rovině snímače. Jakmile dopadají paprsky jen mírně šikmo, je jejich účinnost zmenšená. U běžného objektivu ovšem dopadají paprsky kolmo jen v prostředku obrazu a směrem ke krajům obrázku se jejich úhel zvětšuje. To se projeví jako postupné ztmavování obrazu směrem k okrajům. Z tohoto důvodu jsou na optiku pro digitální fotoaparáty kladeny, co se kolmosti paprsků týká, nároky daleko vyšší než na optiku klasických aparátů.

## Vinětace jako záměr
U digitálního zpracování obrázků se efekt vinětace může naopak v post-produkci přidávat uměle – v takovém případě nemá nic společného s optickou soustavu přístroje, kterým byla fotografie pořízena. Častým důvodem, proč se tento efekt do digitálních fotografií přidává, je ten, že může usměrnit divákovu/pozorovatelovu pozornost na určitou část na syžetu fotografie.